# Chorda dorsalis

Anatomie van een lancetvisje (doorsnedes in de lengte en breedte). De chorda dorsalis is genummerd met een 2

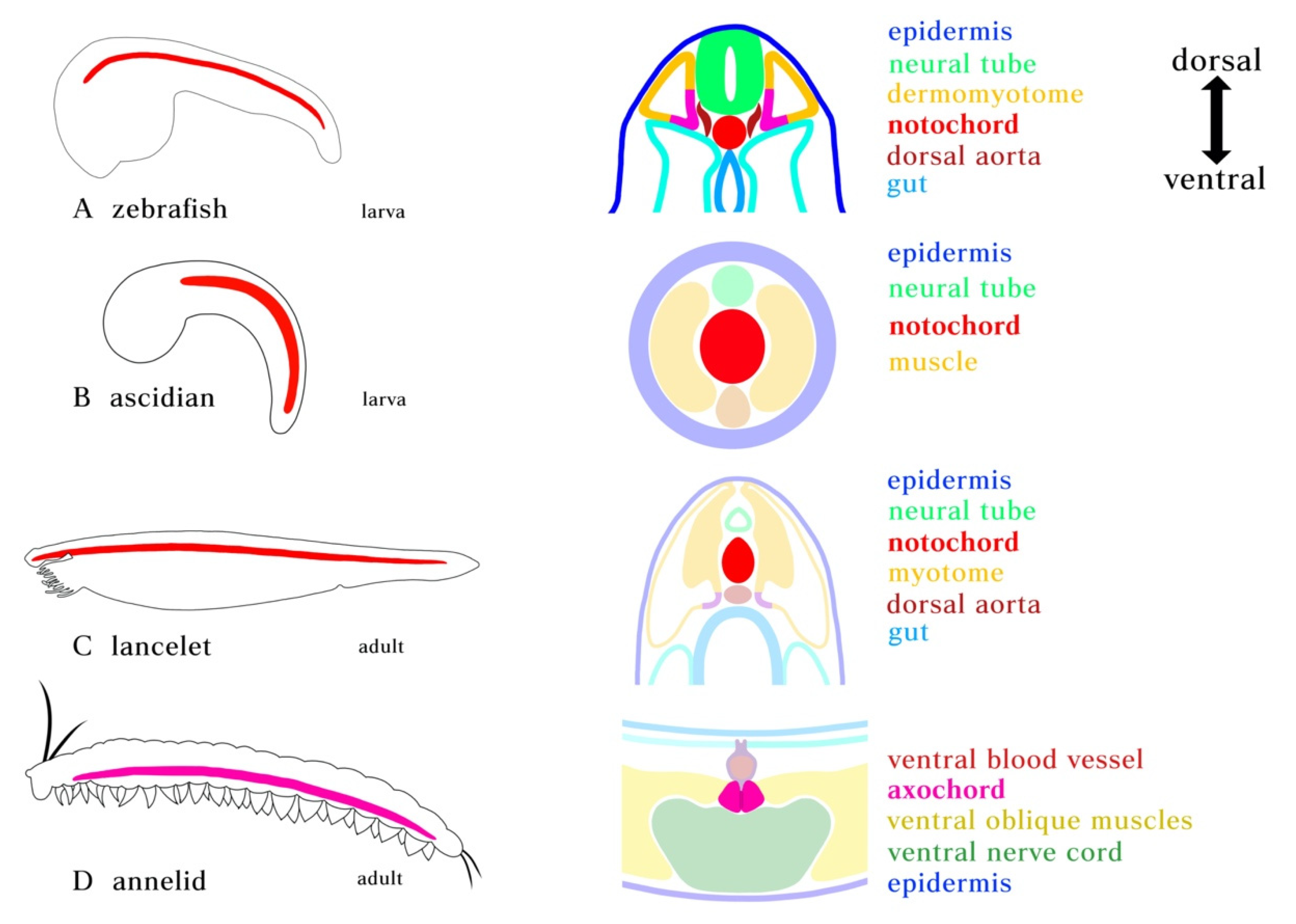
Positie van chorda dorsalis en axochorda in bilaterianen. (A) Chorda dorsalis van de zebravis. (B) Ascidische chorda dorsalis. (C) Chorda dorsalis van lancetvisje. Chorda dorsalis bevindt zich net ventraal van de neurale buis en dorsaal van de darm, geflankeerd door myotoom. (D) Chorda-dorsalishomologon in ringworm. Dwarsdoorsnede die de positie toont van de voorgestelde axochorda ten opzichte van het ventrale mesenterium, het bloedvat en de zenuwbaan. Axochorda blijkt dorsaal van de zenuwbaan en ventraal van de darm van het dier te zijn. Rood: chorda dorsalis; Magenta: axochorda; Groen: zenuwbaan; Blauw: epidermis; Geel: mesoderm.

De chorda dorsalis (van Latijn chorda (darm), dorsum (rug)) is een flexibel, staafvormig orgaan van embryo's van chordadieren (Chordata) waaruit bij de meeste gewervelde dieren zich de tussenwervelschijven ontwikkelen. Het bestaat uit elastisch weefsel in het mesoderme gedeelte van het embryo, aan de rugzijde tussen de neurale buis en de ingewanden. Bij groepen chordadieren zonder ruggengraat, zoals lancetvisjes (Cephalochordata) en manteldieren (Tunicata), vormt de chorda dorsalis in volwassen dieren het endoskelet dat dient voor versteviging en als aanhechtingspunt voor de spieren.

## Opbouw en ontwikkeling

Dwarse doorsnede van de chorda dorsalis in een 24 uur oud kippenembryo. Caudaal is de gastrulatie nog steeds aan de gang, terwijl craniaal de definitieve chorda dorsalis al in hetzelfde stadium aanwezig is. Definitieve chorda dorsalis: rood, gastrulatie: paars.

De chorda dorsalis bestaat in embryo's van gewervelden uit chordageen weefsel. De cellen bezitten allen grote vacuoles (holtes), die door het opbouwen van interne druk (turgordruk) een zekere stijfheid kunnen krijgen. De chorda dorsalis wordt omgeven door een omhulsel van bindweefsel. Bij lancetvisjes is deze opbouw vervangen door gespecialiseerde spiercellen. Bij enkele manteldieren bestaat de chorda dorsalis uit een kern van glycoproteïnes, omgeven door een krachtig omhulsel van collagenen.
De chorda dorsalis ontstaat in de vroegste fasen van de embryonale ontwikkeling, bij de vorming van de kiembladen (gastrulatie). Weefsel uit het mesoderm vormt aanvankelijk een cilindervorm. Deze cilinder fuseert (bij mensen rond de 20e dag) met het eronder liggende endoderm en vormt dan een structuur die de prechordale plaat genoemd wordt. De chordaplaat splitst zich vervolgens (bij mensen tussen de 22e en 24e dag) om de chorda dorsalis en de voorloper van de ingewanden te vormen. Vanwege de korte fusie kan het gebeuren dat enkele endodermcellen in de chorda dorsalis terechtkomen.
Bij dieren waarbij de chorda dorsalis een rol bij de voortbeweging en het endoskelet vormt, zoals manteldieren en lancetvisjes, vormt zich al snel een omhulsel van collagenen om de chorda dorsalis. Bij lancetvisjes worden de chordagene cellen ten slotte vervangen door spiercellen, die in direct contact staan met de erboven liggende neurale buis. Bij zakpijpen (Ascidiae) en Copelata blijft de gelatine-achtige samenstelling behouden en verstevigen de cellen zich door de (interne) turgordruk. 
In embryo's van gewervelden vormt zich dezelfde structuur van cellen met grote vacuolen. Alleen bij rondbekken (Cyclostomata), kraakbeenvissen (Chondrichthyes), steuren (Acipenseridae) en coelacanten (Latimeria) blijft deze opbouw bewaard. Bij andere gewervelden wordt ze tijdens latere fasen van de embryonale ontwikkeling vervangen door de wervelkolom. De wervels ontstaan uit zogenaamde somieten, blokken mesoderm die langs de chorda dorsalis liggen gerangschikt. Met het groeien van de wervels wordt de chorda dorsalis vervangen, maar ze verdwijnt niet in alle gewervelden helemaal. De nucleus pulposus in de tussenwervelschijven van gewervelden is mogelijk een restant van de chorda dorsalis.

## Evolutionaire betekenis
De embryonale ontwikkeling van een soort volgt vaak hetzelfde patroon als de evolutie. Dit is ook voor de chorda dorsalis bij gewervelden het geval, want de eerste chordadieren hadden nog geen wervels. De oudst bekende primitieve chordadieren, zoals Haikouichthys of Myllokunmingia, komen uit het late Cambrium (rond de 480 miljoen jaar geleden). Voor deze dieren was de chorda dorsalis een adaptatie die zowel voor interne stevigheid zorgde als snellere voortbeweging mogelijk maakte. De dominante dieren uit de periode hadden een extern skelet, waardoor ze minder flexibel waren.
Sinds de ontdekking van Pikaia in het midden-Cambrium is ook een voorloper van deze primitieve chordadieren bekend. Dit dier had een soort protochorda dorsalis. Hemichordata hebben een structuur vergelijkbaar met de chorda dorsalis, maar dit is vermoedelijk een geval van convergente evolutie. Het is aannemelijk dat de eerste echte chordadieren in het vroege Cambrium of midden van het Cambrium (rond 540-510 miljoen jaar geleden) leefden.
In het Ordovicium, ongeveer 100 miljoen jaar later, domineerden kaakloze vissen de zeeën. Voorbeelden zijn placodermen, conodonten en ostracodermen. Deze groepen waren nakomelingen van de primitieve chordadieren van het Cambrium. De oudst bekende dieren met een ruggengraat (ongeveer 420 miljoen jaar) behoren tot de kraakbeenvissen (Chondrichthyes) en beenvissen (Osteichthyes). Sindsdien zijn wervels in sommige groepen, zoals bij de steuren, weer verdwenen.

## Celpolariteit tijdens de ontwikkeling

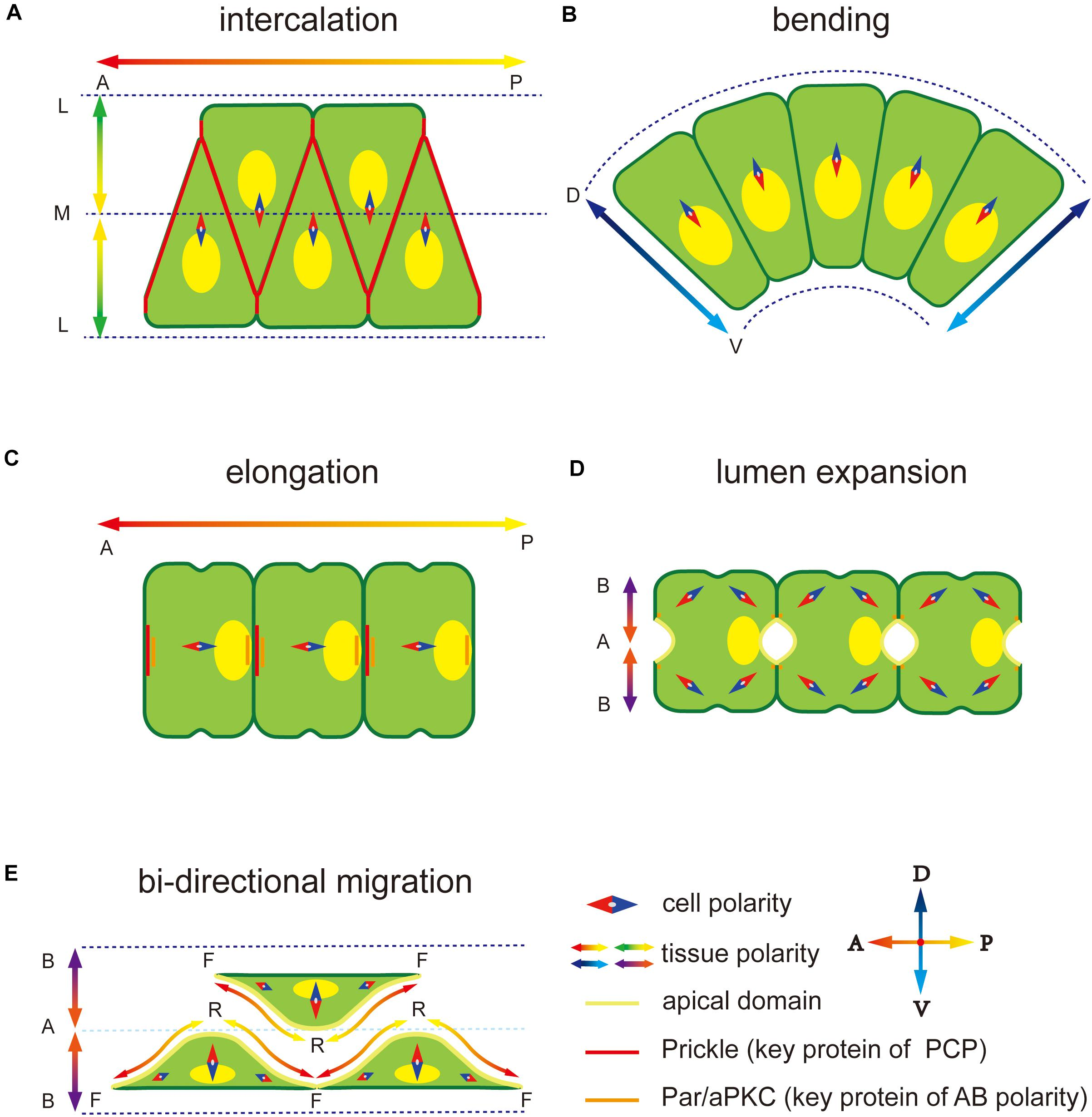
Polariteit in verschillende ontwikkelingsstadia van de chorda dorsalis bij Ciona.

Bijschrift afbeelding ontwikkeling celpolariteit van de chorda dorsalis:
- (A) Chorda-dorsaliscellen vormen een mediolaterale (ML) polariteit om de migratie naar de middellijn te stimuleren tijdens convergentie en uitbreiding. De chorda dorsalis strekt zich uit evenwijdig aan de anterieur-posterieure (AP) as, gereguleerd door embryonale AP-polariteitssignalering. Het belangrijkste PCP-componenteiwit Prickle bevindt zich in het cel-celcontactdomein van de chorda dorsalis.
- (B) Chorda-dorsaliscellen vormen een dorsaal-ventrale (DV) polariteit om weefsel naar de ventrale zijde te buigen.
- (C) Na celintercalatie verandert de PCP-richting van ML naar 1D AP-as. De Prickle verplaatst zich naar de voorste rand van elke chorda-dorsaliscel.
- (D) De apicaal-basale (AB) polariteit is gebouwd om extracellulaire lumenvorming te induceren. Twee apicale domeinen verschijnen in één chorda dorsaliscel.
- (E) Chorda dorsaliscellen migreren bidirectioneel om de lumenverbinding te induceren. Aangrenzende chorda dorsaliscellen worden tegenover elkaar afgeplat langs de chorda dorsaliswand.[1]

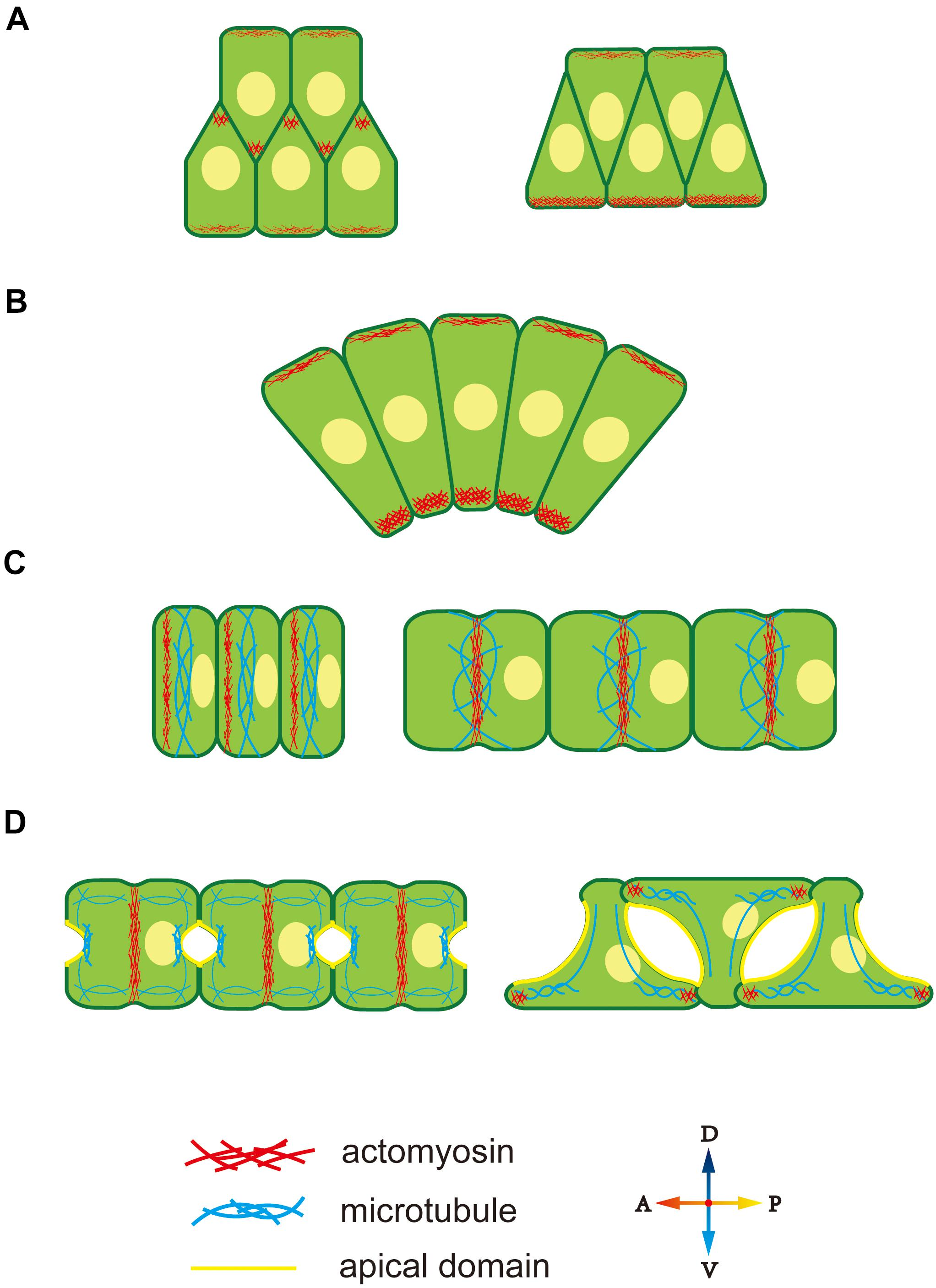
Cytoskeletpolariteit tijdens de chorda-dorsalisontwikkeling bij Ciona.

Bijschrift afbeelding cytoskelet polariteit-ontwikkeling van de chorda dorsalis:
- (A) F-actine hoopt zich op aan de lamellipodium-tip en zorgt voor migrerende krachten voor celintercalatie.
- (B) Ventraal geaccumuleerde samentrekbaarheid van actomyosine zorgt voor een onevenwichtige kracht om het buigen van de chorda dorsalis aan te drijven.
- (C) Een contractiele ring van actomyosine vormt zich aan de voorste rand en beweegt naar de evenaar van chorda dorsaliscellen. Samentrekking van de actomyosinering verlengt chorda dorsaliscellen. Microtubuli staan loodrecht op de AP-as in chorda dorsaliscellen.
- (D) Tijdens de expansie van het lumen hopen microtubuli zich op in het apicale domein, en samen met bidirectionele migratie roteren ze 90° en vormen ze georiënteerde bundels naar de voorranden van tractieve lamellipodia-achtige uitsteeksels. Er bestaat ook een contractiele ring van actomyosine tijdens de expansie van het lumen, die vervolgens verdwijnt. Bij bidirectionele migratie beweegt F-actine naar de punt van de lamellipodia-achtige uitsteeksels.